# Collegio uninominale Piemonte 2 - 08
Il collegio elettorale uninominale Piemonte 2 - 08 è stato un collegio elettorale uninominale della Repubblica Italiana per l'elezione della Camera dei deputati tra il 2017 ed il 2022

## Territorio
Come previsto dalla legge elettorale italiana del 2017, il collegio era stato definito tramite decreto legislativo all'interno della circoscrizione Piemonte 2.
Era formato dal territorio di 146 comuni: Alba, Albaretto della Torre, Alto, Arguello, Bagnasco, Baldissero d'Alba, Barbaresco, Barolo, Bastia Mondovì, Battifollo, Belvedere Langhe, Bene Vagienna, Benevello, Bergolo, Bonvicino, Borgomale, Bosia, Bossolasco, Bra, Briaglia, Camerana, Camo, Canale, Caprauna, Carrù, Castagnito, Castelletto Uzzone, Castellinaldo d'Alba, Castellino Tanaro, Castelnuovo di Ceva, Castiglione Falletto, Castiglione Tinella, Castino, Ceresole Alba, Cerretto Langhe, Cervere, Ceva, Cherasco, Cigliè, Cissone, Clavesana, Corneliano d'Alba, Cortemilia, Cossano Belbo, Cravanzana, Diano d'Alba, Dogliani, Farigliano, Feisoglio, Fossano, Frabosa Soprana, Frabosa Sottana, Garessio, Gorzegno, Gottasecca, Govone, Grinzane Cavour, Guarene, Igliano, La Morra, Lequio Berria, Lequio Tanaro, Lesegno, Levice, Lisio, Magliano Alfieri, Magliano Alpi, Mango, Margarita, Marsaglia, Mombarcaro, Mombasiglio, Monastero di Vasco, Monasterolo Casotto, Monchiero, Mondovì, Monesiglio, Monforte d'Alba, Montà, Montaldo di Mondovì, Montaldo Roero, Montelupo Albese, Monteu Roero, Montezemolo, Monticello d'Alba, Morozzo, Murazzano, Narzole, Neive, Neviglie, Niella Belbo, Niella Tanaro, Novello, Nucetto, Ormea, Pamparato, Paroldo, Perletto, Perlo, Pezzolo Valle Uzzone, Pianfei, Piobesi d'Alba, Piozzo, Pocapaglia, Priero, Priocca, Priola, Prunetto, Roascio, Roburent, Rocca Cigliè, Rocca de' Baldi, Roccaforte Mondovì, Rocchetta Belbo, Roddi, Roddino, Rodello, Sale delle Langhe, Sale San Giovanni, Saliceto, Salmour, San Benedetto Belbo, San Michele Mondovì, Sanfrè, Santa Vittoria d'Alba, Sant'Albano Stura, Santo Stefano Belbo, Santo Stefano Roero, Scagnello, Serralunga d'Alba, Serravalle Langhe, Sinio, Somano, Sommariva del Bosco, Sommariva Perno, Torre Bormida, Torre Mondovì, Torresina, Treiso, Trezzo Tinella, Trinità, Verduno, Vezza d'Alba, Vicoforte, Villanova Mondovì e Viola.
Il collegio era quindi interamente compreso nella provincia di Cuneo.
Il collegio era parte del collegio plurinominale Piemonte 2 - 01.

## Eletti
| Elezione | Elezione | Deputato     | Gruppo parlamentare                    |
| -------- | -------- | ------------ | -------------------------------------- |
|          | 2018     | Enrico Costa | Misto-Noi con l'Italia                 |
|          | 2018     | Enrico Costa | Forza Italia - Berlusconi Presidente   |
|          | 2020     | Enrico Costa | Misto-Azione-+Europa-Radicali Italiani |

## Dati elettorali

### XVIII legislatura
Come previsto dalla legge elettorale, 232 deputati erano eletti con sistema a maggioranza relativa in altrettanti collegi uninominali a turno unico.
| Candidati              | Candidati              | Voti    | %     | Liste                    | Voti    | %     |
| ---------------------- | ---------------------- | ------- | ----- | ------------------------ | ------- | ----- |
|                        | Enrico Costa ✔️ Eletto | 78 908  | 48,24 | Lega                     | 45 715  | 27,95 |
| Forza Italia           | Enrico Costa ✔️ Eletto | 78 908  | 48,24 | 23 088                   | 14,11   |       |
| Fratelli d'Italia      | Enrico Costa ✔️ Eletto | 78 908  | 48,24 | 7 856                    | 4,80    |       |
| Noi con l'Italia - UDC | Enrico Costa ✔️ Eletto | 78 908  | 48,24 | 2 249                    | 1,37    |       |
|                        | Federico Costamagna    | 37 811  | 23,11 | Movimento 5 Stelle       | 37 811  | 23,11 |
|                        | Francesco Balocco      | 36 579  | 22,36 | Partito Democratico      | 28 267  | 17,28 |
| +Europa                | Francesco Balocco      | 36 579  | 22,36 | 6 156                    | 3,76    |       |
| Civica Popolare        | Francesco Balocco      | 36 579  | 22,36 | 1 391                    | 0,85    |       |
| Italia Europa Insieme  | Francesco Balocco      | 36 579  | 22,36 | 765                      | 0,47    |       |
|                        | Lorenzo Paglieri       | 4 383   | 2,68  | Liberi e Uguali          | 4 383   | 2,68  |
|                        | Giorgio Crana          | 1 441   | 0,88  | Potere al Popolo!        | 1 441   | 0,88  |
|                        | Chiara Pauselli        | 1 393   | 0,85  | Il Popolo della Famiglia | 1 393   | 0,85  |
|                        | Davide Di Giacomo      | 1 321   | 0,81  | CasaPound Italia         | 1 321   | 0,81  |
|                        | Deborah Urrai          | 996     | 0,61  | Italia agli Italiani     | 996     | 0,61  |
|                        | Giuseppe Bessone       | 749     | 0,46  | Partito Valore Umano     | 749     | 0,46  |
| Totale                 | Totale                 | 163 581 | 100   |                          | 163 581 | 100   |
|                        |                        |         |       |                          |         |       |
| Voti non validi        | Voti non validi        | 7 499   | 4,38  |                          |         |       |
| Votanti                | Votanti                | 171 080 | 76,56 |                          |         |       |
| Elettori               | Elettori               | 223 469 |       |                          |         |       |